# Néstor Majnó
Néstor Ivánovich Majnó  (Juliaipole, Ucrania, 27 de octubre de 1889-París, Francia, 25 de julio de 1934) fue un revolucionario anarquista ucraniano.

## Comienzos
Nació el 27 de octubre de 1889 en la aldea de Juliaipole, uyezd de Aleksándrovsk de la Gubernia de Yekaterinoslav (hoy Dnipró) en Ucrania, en el seno de una familia de campesinos pobres. Al morir su padre al poco de nacer, tuvo que contribuir al mantenimiento de su familia (la madre y cuatro hermanos de corta edad) trabajando desde los siete años como pastor de vacas y ovejas en el verano y asistiendo a la escuela local en el invierno. Tras haber conseguido una pequeña instrucción, comenzó a los doce años a trabajar como peón en las prósperas granjas de los colonos alemanes mennonitas (véase Colonia de Jórtytsia) que proliferaban en esa época en la región. Compartía con un reducido grupo de peones y campesinos el odio hacia las injusticias cometidas por sus señores.

## Actividad revolucionaria y prisión
Con dieciséis años, por entonces trabajador fabril, participó en la revolución de 1905 y, tras contactar con diferentes grupos políticos, se organizó en el movimiento libertario realizando peligrosas misiones. En 1907, se le condenó a trabajos forzados en Siberia por el asesinato de un policía. En 1908, fue apresado por las autoridades zaristas y condenado a la horca por asociación anarquista y participación en actos terroristas. Debido a su juventud, la condena fue conmutada por la de prisión perpetua. Se le trasladó a la prisión de Butyrka de Moscú, donde aprovechó su gran biblioteca y trabó amistad con Piotr Arshínov, también condenado a trabajos forzados. Arshínov, involucrado en la ideología, convirtió al anarquismo a Majnó. Sometido a un duro régimen —pasó gran parte de su encierro aherrojado o en aislamiento— por su espíritu rebelde y la organización de protestas, contrajo una afección pulmonar. Fue liberado en 1917, junto con todos los presos políticos, tras la Revolución de Febrero gracias a la subsiguiente amnistía del primer Gobierno provisional, después de haber pasado casi nueve años encarcelado.

## Periodo revolucionario y guerra civil
Volvió a Guliaipole, donde comenzó a desplegar una actividad militante incansable, y en el verano de 1917, durante el gobierno provisional del socialrevolucionario Aleksandr Kérenski en Rusia, era presidente del sóviet local, de la unión de campesinos regional y de la unión profesional de obreros metalúrgicos y carpinteros. Con el hundimiento de la autoridad gubernamental en Ucrania a finales del verano, la unión campesina de Majnó creció y este formó un comité en defensa de la revolución que comenzó a expropiar las haciendas de los terratenientes y las propiedades de industriales y campesinos acomodados en la región.
En ese momento, los austroalemanes ocuparon el país y el comité clandestino revolucionario de la zona le encargó, debido a las grandes simpatías de que goza, organizar batallones de obreros y campesinos. Con sus fuerzas de tamaño muy fluctuante —en ocasiones apenas unos cientos de combatientes, otras veces hasta treinta mil—, se enfrentó primero a las unidades del Hetmanato y luego a las del directorio y, más tarde, a las bolcheviques —con las que mantuvo, no obstante, alianzas pasajeras— y a las del Ejército de Voluntarios. Viajó a Moscú en junio de 1918 y se entrevistó con teóricos anarquistas en busca de métodos para avanzar en la concienciación libertaria de los campesinos. Pero encontró a los viejos anarquistas pasivos e indecisos con sus relaciones con los bolcheviques. Solo recibió consejos estimables del anciano Piotr Kropotkin y recela de los bolcheviques tras una conversación con Lenin.
A la vuelta fue apresado por los austriacos, obteniendo la libertad gracias a un judío de Guliaipole que consiguió reunir una suma considerable. Ya en su región, organizó con un trabajo enérgico partidas de guerrilleros voluntarios; la estrategia era apuntalar una región liberada desde la que extender la resistencia y a la vez concretar la revolución sobre bases libertarias. Sus mejores armas eran la temeridad y movilidad de sus escuadrones de caballería (más adelante organizó a la infantería en veloces carros de dos caballos típicos de la región) y, sobre todo, la complicidad de los campesinos, que lo ocultaban e informaban a pesar de las represalias y la quema de sus aldeas. Redactaba manifiestos sobre la revolución social, las comunas libres y organizaba continuamente reuniones.
A finales de 1918, cooperó con los bolcheviques; sus fuerzas participaron en el intento de arrebatar Ekaterinoslav al directorio y envió cargamentos de alimentos a los obreros de Petrogrado. Para entonces, la banda que había rechazado una expedición punitiva alemana contra una aldea, había crecido hasta convertirse en un pequeño ejército. Pronto, sin embargo, surgieron las desavenencias con los bolcheviques, aunque en mayo de 1919 Majnó se negó a unirse a la rebelión de Nikífor Grigóriev. Muy crítico, no obstante, con la represión bolchevique, fue destituido del mando —sus fuerzas habían quedado encuadradas en el Ejército Rojo— a comienzos del verano. Con sus más estrechos colaboradores, se trasladó a la retaguardia bolchevique y comenzó a enfrentarse a sus unidades en las cercanías de Elisavetgrado. La División Cosaca del Cáucaso, del general Shkuró, infligió una dura derrota a las fuerzas de Majnó entre el 5 y el 7 de junio en Guliaipole, pero no pudo evitar que se reagrupasen en agosto en torno a Elisavetgrado. En una reunión con Grigóriev el 27 de julio en la localidad de Sentovo, uno de los lugartenientes de Majnó asesinó a este primero y la mayoría de sus seguidores pasaron a las filas de Majnó.
Diferente de los demás atamanes que controlaban las zonas rurales ucranianas entre 1918 y 1920 en su anarquismo, su falta de nacionalismo ucraniano y de antisemitismo, contaba entre sus lugartenientes con miembros de todas las nacionalidades de la región: judíos, rusos, griegos o ucranianos. Sus fuerzas incluían también personas de muy diversa clase social: anarquistas urbanos, soldados, obreros, delincuentes y campesinos. En las zonas bajo su control, derribó las cárceles y puso en libertad a los presos, instituyendo un gobierno libertario hostil a la implantación de cualquier poder estatal o partidario. Los comandantes de sus unidades se elegían y excluían a los antiguos oficiales zaristas.

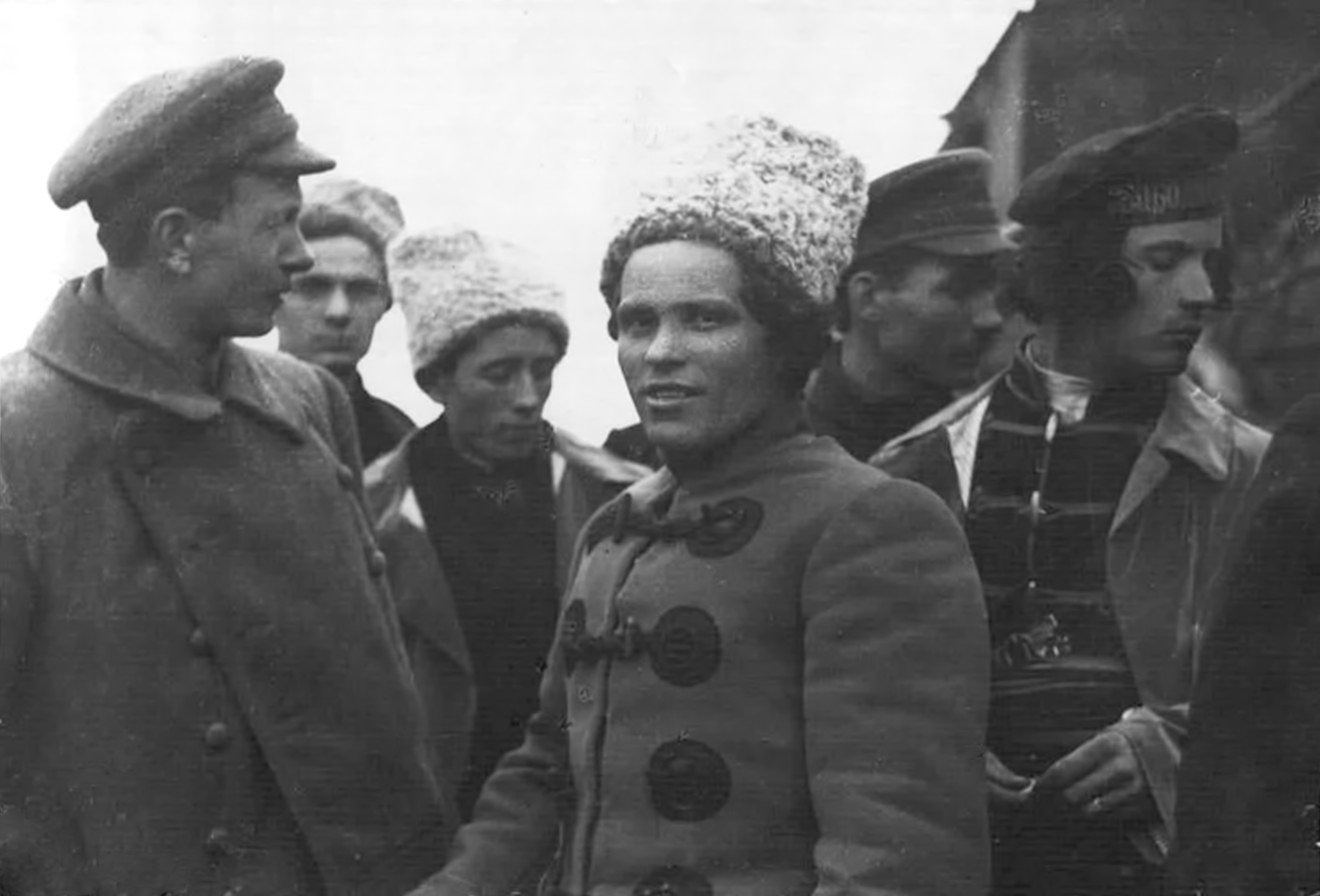
El grupo de Néstor Majnó.

Sus fuerzas tuvieron un papel destacado en el hostigamiento a la retaguardia del Ejército de Voluntarios de Antón Denikin durante la campaña del verano de 1919 contra Moscú. Acuciados por las fuerzas de Denikin, los soviéticos, con los que Majnó había mantenido intermitentes alianzas y enfrentamientos, comenzaron a entregarle armamento para que estorbase los avances de aquel. Armado por Petliura y con fuerzas renovadas, rompió el cerco al que estaba sometido cerca de Uman y lanzó una incursión entre el 26 de septiembre y el 7 de octubre que le llevó a avanzar seiscientos kilómetros y derrotar repetidamente a las fuerzas de Denikin. Denikin, que había concentrado sus unidades en la ofensiva contra Moscú, contaba con escasas tropas en la retaguardia para enfrentarse a Majnó, que disfrutaba de la simpatía del campesinado de su región natal, hostil a la restauración del antiguo orden impuesto por el general «blanco».  De vuelta en Guliaipole, logró el respaldo de miles de campesinos, desertores y bandidos, que se unieron a sus fuerzas. Con unos cuarenta o cincuenta mil hombres en sus filas, continuó su avance. Tomó entonces Melitópol, Berdyansk —donde destruyó importantes pertrechos— y Mariúpol y amenazó el cuartel general de Denikin en Taganrog. En dos semanas, ocupó diversos puntos estratégicos —incluido el crucial Ekaterinoslav a finales de octubre— y cortó las vías de abastecimiento de Denikin desde el mar Negro. Para detener su avance, los «blancos» tuvieron que enviar dos cuerpos de ejército. La habilidad para las tácticas móviles de Majnó evitó que Denikin pudiese acabar con sus unidades. En un momento clave de la ofensiva contra Moscú, Majnó desbarató la retaguardia «blanca». Tuvo que evacuar Ekaterinoslav ante la llegada de las fuerzas en retirada de Denikin, que pronto la abandonaron a los bolcheviques. Majnó pasó de hostigar la retaguardia «blanca» a enfrentarse a los funcionarios comunistas desplegados pronto en la región, incluidos los chequistas y los recolectores de alimentos.
A mediados de enero de 1920, el comité central del partido comunista ucraniano, de nuevo instalado en Kiev, declaró proscrito a Majnó. A lo largo del año, llevó a cabo diversas correrías para hostigar a los soviéticos por Ucrania, tras las que regresó a su localidad natal. De manera similar al otoño de 1919 pero con los papeles invertidos, las acciones de las fuerzas de Majnó en la retaguardia soviética permitieron en 1920 el último avance del Ejército de Voluntarios en el sur de Ucrania. Sin embargo, y a pesar de sus enfrentamientos con los comunistas, rechazó rotundamente el ofrecimiento de alianza de Piotr Wrangel —ahorcó a su emisario— y colaboró de nuevo pasajeramente con aquellos contra el barón en octubre y noviembre. En octubre, las fuerzas de Majnó se integraron en el mando militar soviético, si bien mantuvieron su autonomía interna. A cambio, los soviéticos liberaron a presos anarquistas y permitieron la propaganda anarquista, siempre que no propugnase el fin de su sistema de gobierno. Después de participar en la campaña contra Crimea, las autoridades soviéticas proclamaron que Majnó había incumplido el acuerdo de octubre, y la última semana de noviembre lanzaron un ataque contra él, tanto en su región natal como en la península. Aunque el propio Majnó logró salvar la vida, varios de sus principales lugartenientes murieron.
Majnó desató entonces una campaña de guerrillas en un amplio territorio: el 2 de diciembre asaltó Berdyansk, marchó luego a la región del Don y a Kursk, tratando de alzar a los campesinos contra el Gobierno de Moscú. Pero los soviéticos, habiendo aniquilado las fuerzas de Wrangel, pudieron concentrarse en aplastar sus fuerzas y la Rebelión de Tambov. Debilitado por numerosos combates, apenas contaba con doscientos cincuenta jinetes cuando en agosto de 1921 decidió abandonar la lucha, cruzar la frontera del Dniéster y pasar a Rumanía.
Hay que detenerse en la leyenda negra atribuida a Majnó por los bolcheviques, leyenda que carece prácticamente de todo fundamento. Sin embargo, el propio Volin destaca «debilidades de carácter de Majnó» negativas para el movimiento: su afición por la bebida que le producía rasgos autoritarios que lo llevaron en alguna ocasión a decidir o imponer cosas al Consejo; reconoce que varios compañeros señalaban a comandantes con iguales aptitudes que Majnó, en especial Kusilenko, excelente estratega, política y moralmente superior a Majnó[cita requerida]; pero quizá por sus propias debilidades, pues Majnó era considerado más compañero, más digno de fiar por las masas campesinas.
El caso es que Majnó, que había recibido numerosas heridas a lo largo de los años, recibió un balazo en el vientre el 21 de marzo del ejército bolchevique y, a primeros de agosto fue herido en siete ocasiones, la última en el cuello. Temiendo seriamente por su vida, el Consejo resolvió su traslado al extranjero (Ucrania ya no era segura) para su curación. El 28 de agosto, un destacamento logró romper el cerco bolchevique y cruzó el Dniéster con un nutrido grupo de heridos, entre ellos Majnó.

## Exilio

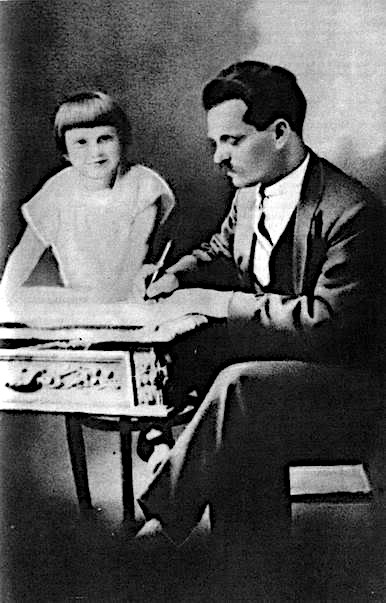
Néstor Majnó y su hija Elena, de seis años, en Paris

Una vez en Rumania, la hostilidad de las autoridades lo obligó a trasladarse a Polonia. Allí fue arrestado, acusado de actividades antipolacas en Ucrania y juzgado, quedando absuelto. Se trasladó a Dantzig, donde fue detenido otra vez pero logró huir a París auxiliado por los grupos anarquistas locales. Obligado a permanecer en París, arrastró una existencia penosa, sin poder adaptarse al idioma y al ambiente y sufriendo terriblemente la evolución de sus heridas.
Esporádicamente procuraba mantener cierta actividad, cayendo luego en largos periodos inactivos. Intentó escribir todo lo sucedido en Ucrania pero solo llegó al periodo de 1918 cuando llevaba tres volúmenes, que fueron editados tras su muerte. Estaba casado y tenía una hija.
Durante su estancia en París, Majnó demandó, mediante escritos y conversaciones, una mayor autodisciplina personal de los anarquistas y una organización capaz de dotar de efectividad y homogeneidad al movimiento. Parece que alabó en una entrevista con miembros de la FAI, entre los que estaban Francisco Ascaso y Buenaventura Durruti, la capacidad organizativa del anarquismo español de esa época. Majnó les aseguró que si un día llevaban a cabo sus objetivos revolucionarios en España, él también estaría allí como un combatiente más. Y por muy poco no se cumplió, pues falleció en 1934. Ascaso le dedicó una emotiva nota de prensa en el periódico de Solidaridad Obrera el 31 de julio de 1934.
Hasta el final de sus días se ganó la vida en la fábrica de la compañía multinacional de autos Renault.
Murió el 25 de julio de 1934, en la indigencia, enfermo de tuberculosis, y lo incineraron pocos días después de su muerte. Enterraron sus cenizas en el famoso cementerio del Père-Lachaise en París; a su entierro asistieron unas 500 personas. En aquellos momentos estaba casado con Galina Kuzmenko y tenía una hija llamada Yelena. Durante la ocupación nazi de Francia, fueron deportadas a Alemania a trabajos forzados. Al final de la guerra fueron arrestadas por el NKVD soviético y enviadas a Kiev, donde fueron juzgadas y condenadas a trabajos forzados en 1946. Después de su liberación en 1953, fueron deportadas a Kazajistán, donde falleció Galina Kuzmenko a la edad de 82 años en 1978.